# 1216 Askania
1216 Askania је астероид главног астероидног појаса са средњом удаљеношћу од Сунца која износи 2,232 астрономских јединица (АЈ).
Апсолутна магнитуда астероида је 13,49 а геометријски албедо 0,061.